# Elvis už odešel
Elvis už odešel (v anglickém originále Elvis Has Left the Building) je americká filmová komedie z roku 2004. Režisérem filmu je Joel Zwick. Hlavní role ve filmu ztvárnili John Corbett, Kim Basinger, Annie Potts, Sean Astin a Mike Starr.

## Obsazení
| John Corbett             | Miles Taylor  |
| Kim Basinger             | Harmony Jones |
| Annie Potts              | Shirl         |
| Sean Astin               | Aaron         |
| Mike Starr               | Sal           |
| Phill Lewis              | Charlie       |
| Denise Richards          | Belinda       |
| Philip Charles MacKenzie | Darren Swirl  |
| Tom Hanks                | Elvis         |